# Sophronica coeruleipennis
Sophronica coeruleipennis là một loài bọ cánh cứng trong họ Cerambycidae.